# Aaron H. Conrow
Aaron Hackett Conrow (* 19. Juni 1824 bei Cincinnati, Ohio; † 15. August 1865 in Nuevo León, Mexiko) war ein US-amerikanischer Jurist, Politiker (Demokratische Partei) und Offizier in der Konföderiertenarmee.

## Werdegang
Aaron Hackett Conrow zog mit seiner Familie nach dessen Geburt nach Pekin, Illinois, wo er seine Kindheit verbrachte. 1840 zogen sie nach Missouri, wo sie sich im Ray County niederließen. Dort studierte er Jura. Nach seiner Zulassung als Anwalt begann er in Richmond zu praktizieren. Gouverneur Sterling Price ernannte Conrow 1855 zum Richter am ersten Nachlassgericht in Ray County. Ferner war er zwischen Januar 1857 und Januar 1861 als Staatsanwalt (engl. circuit attorney) in fünf Gerichtsbezirken tätig.
Conrow wurde 1860 als Demokrat in das Repräsentantenhaus von Missouri gewählt. Er vertrat 1861 Missouri als Delegierter im Provisorischen Konföderiertenkongress sowie im ersten und zweiten Konföderiertenkongress. Conrow war ein Befürworter der Sklavenhaltung, so dass er sich nach Ausbruch des Bürgerkrieges entschied, für die eben gegründeten Konföderierten Staaten zu kämpfen. In diesem Zusammenhang stellte er die erste Kompanie in Ray County auf und bekleidete den Rang eines Colonels in der Miliz von Missouri. Nach dem Krieg verließ er die Vereinigten Staaten, da er um sein Leben fürchten musste. Die ausgestellte Amnestie erstreckte sich nicht auf die Mitglieder des Konföderiertenkongresses. Am 15. August 1865 wurde er zusammen mit dem konföderierten Brigadegeneral Mosby Parsons und vier anderen Männern in Nuevo León von Banditen getötet. Sein Leichnam wurde dann nach Richmond überführt, wo er auf dem Shotwell Cemetery beigesetzt wurde.

## Familie
Aaron Hackett Conrow heiratete am 17. Mai 1828 Mary Ann Quesenberry, Tochter von Lucinda und David H. Quesenberry. Das Paar hatte sechs gemeinsame Kinder. Darunter waren David, Benjamin, William S. und Mamie.